# تفنگ شکسته
تفنگ شکسته فیلمی به کارگردانی و نویسندگی مهدی معدنیان محصول سال ۱۳۶۴ است.
تفنگ شکسته مثل بسیاری از فیلم‌های دهه ۱۳۶۰ قصه ارباب و رعیت است و ظلم ارباب به رعیت. اهالی روستای معدن به حیله ارباب کشت و زرع را رها کرده‌اند و به کار در معدن که زیر نظر ارباب است مشغول می‌شوند. مرگ مشکوک یکی از کارگران سایر اهالی روستا را به زد و بندهای ارباب و بکتاش مباشر ارباب (منوچهر حامدی) مشکوک کرده است. آقا عمو (عنایت‌الله بخشی) رگه یاب معدن رهبری کارگران معترض را به عهده دارد

## بازیگران
- عنایت‌الله بخشی
- فخری خوروش
- کیومرث ملک‌مطیعی
- منوچهر حامدی
- کاظم افرندنیا
- شهاب عسگری
- حسین خانی‌بیک
- احمد بهروزی
- صوری ظفر
- خسرو امیرصادقی
- پروین سامی‌وش
- امیر وطن‌زاد
- حسن غمخوار
- اصغر قزلباش
- ایرج نوروزی
- علی رجبی
- حسن محسن‌آبادی
- قاسم حبیبی